# 奥尔佳·莫罗佐娃
奥尔佳·莫罗佐娃（俄语：Ольга Морозова，1995年3月10日—），俄羅斯女子羽毛球運動員。

## 簡歷

### 2012年
2012年5月，奥尔佳·莫罗佐娃分别與维多利亚·沃罗比娃以及亚历山大·鲍里索维奇·津琴科出戰保加利亞羽毛球公開賽，在女双準决赛以1比2（18-21、26-24、13-21）不敌保加利亚强档的Rumiana Ivanova/迪米特丽亚·博普斯托伊科娃；而混双準决赛以0比2（13-21、10-21）不敌保加利亚强档的布拉戈韦斯特·基斯耶夫/迪米特丽亚·博普斯托伊科娃。同年9月，她与亚历山大·鲍里索维奇·津琴科出戰哈爾科夫羽毛球國際賽，在混双準决赛以0比2（9-21、17-21）不敌法国强档的加埃唐·米特莱尔泽/埃米莉·拉菲尔。同年12月，她与纳塔莉亚·罗戈娃出戰土耳其羽毛球國際賽，在女双準决赛以1比2（21-15、15-21、10-21）不敌赛会2号种子、保加利亚强档的加夫列拉·斯托伊娃/斯蒂法尼·斯托伊娃。

### 2013年
2013年8月，奥尔佳·莫罗佐娃分别與维多利亚·德尔根诺娃以及亚历山大·鲍里索维奇·津琴科出戰保加利亞羽毛球公開賽，在女双準决赛提前弃赛；而混双準决赛以0比2（20-22、19-21）不敌德国强档的马文·埃米尔·塞德尔/李怡逢。同年9月，她与维多利亚·德尔根诺娃出戰哈爾科夫羽毛球國際賽，在女双準决赛以0比2（10-21、13-21）不敌赛会4号种子、跨国组合的（苏格兰：伊莫金·班克尔/保加利亚：佩蒂娅·内德尔奇娃）。

### 2014年 芬兰羽球赛夺冠
2014年2月，奥尔佳·莫罗佐娃代表俄罗斯参加瑞士巴塞爾举办的歐洲女子羽毛球團體錦標賽，助球队赢得女子團體亚军。同年4月，她与维多利亚·德尔根诺娃出戰芬蘭羽毛球公開賽，在女双準决赛以0比2（15-21、18-21）不敌赛会头号种子、丹麦强档的莱恩·丹穆凯尔·克鲁斯/马丽恩·罗布克。同年5月，她分别与维多利亚·德尔根诺娃以及亚历山大·鲍里索维奇·津琴科出戰斯洛文尼亞羽毛球國際賽，在女双决赛以0比2（16-21、17-21）不敌赛会头号种子、保加利亚强档的加夫列拉·斯托伊娃/斯蒂法尼·斯托伊娃，赢得亚军；而混双决赛以1比2（21-13、16-21、15-21）不敌丹麦强档的叶普·卢德维格森/麦尔·苏罗，赢得亚军。同年7月，她分别与维多利亚·德尔根诺娃以及亚历山大·鲍里索维奇·津琴科出戰白夜羽毛球賽，在女双準决赛以0比2（23-25、10-21）不敌队友的叶卡捷琳娜·博洛托娃/叶夫根尼娅·科泽茨卡亚；而混双準决赛以0比2（11-21、10-21）不敌赛会5号种子、队友的叶夫根尼·德雷明/叶夫根尼亚·迪莫娃。同期7月，她与伊万·索松诺夫出戰俄羅斯羽毛球大獎賽，在混双决赛以0比2（12-21、10-21）不敌日本强档的垰畑亮太/新玉美鄉，赢得亚军。同样7月，她與伊万·索松诺夫合作打進俄羅斯羽毛球大獎賽混合雙打決賽，最終以0比2（12-21、10-21），屈居亞軍，但亦創下個人的國際賽最佳紀錄。同年11月，她分别与维多利亚·德尔根诺娃以及亚历山大·鲍里索维奇·津琴科出戰芬蘭羽毛球國際賽，在女双决赛以2比0（21-11、21-15）击败了赛会3号种子、队友的伊琳娜·克列布科/埃琳娜·科门德鲁夫斯卡亚，赢得成年组赛事冠军，亦是她首个國際系列賽女双冠军；而混双决赛以1比2（21-15、17-21、16-21）不敌赛会3号种子、德国强档的琼斯·拉夫利·詹森/奇希塔·乔伊蒂·詹森，赢得亚军。同年12月，她与维多利亚·德尔根诺娃出戰意大利羽毛球國際賽，在女双决赛以0比2（17-21、15-21）不敌赛会2号种子、荷兰强档的萨曼塔·巴宁/伊里斯·塔博林。

### 2015年 爱沙尼亚羽球赛夺冠
2015年1月，奥尔佳·莫罗佐娃与维多利亚·德尔根诺娃出戰愛沙尼亞羽毛球國際賽，在女双决赛以2比0（21-17、21-12）击败了赛会6号种子、丹麦强档的阿曼达·马德森/伊莎贝拉·尼尔森，赢得国际赛女双冠军。同年5月，她与安娜斯塔西亚·切尔维亚科娃出戰西班牙羽毛球國際賽，在女双决赛以0比2（16-21、11-21）不敌赛会头号种子、保加利亚强档的加夫列拉·斯托伊娃/斯蒂法尼·斯托伊娃，赢得亚军。同年7月，她代表俄羅斯（Moscow State Forest University）出戰韓國光州市舉行的世界大學生運動會羽毛球比賽。同年8月，她參加印尼雅加達舉行的世界羽毛球錦標賽，與维多利亚·德尔根诺娃合作出戰女子雙打項目，首圈就以0比2（18-21、12-21）不敵馬來西亞的葉錚雯/鍾慧琪出局。同年10月，她与安娜斯塔西亚·切尔维亚科娃出戰瑞士羽毛球國際賽，在女双準决赛以0比2（21-23、16-21）不敌赛会头号种子、荷兰强档的萨曼塔·巴宁/伊里斯·塔博林。同期11月，她分别与安娜斯塔西亚·切尔维亚科娃以及亚历山大·鲍里索维奇·津琴科出戰挪威羽毛球國際賽，在女双準决赛以0比2（18-21、21-23）不敌赛会2号种子、澳大利亚强档的塞特亚纳·玛帕萨/格罗娅·萨莫维尔；而混双準决赛以1比2（13-21、21-10、15-21）不敌赛会4号种子、澳大利亚强档的沙旺·塞拉辛哈/塞特亚纳·玛帕萨。同年12月，她与安娜斯塔西亚·切尔维亚科娃出戰意大利羽毛球國際賽，在女双準决赛以0比2（16-21、16-21）不敌澳大利亚强档的塞特亚纳·玛帕萨/格罗娅·萨莫维尔。

### 2016年 俄罗斯羽球赛夺冠
2016年1月，奥尔佳·莫罗佐娃分别与安娜斯塔西亚·切尔维亚科娃以及亚历山大·鲍里索维奇·津琴科出戰愛沙尼亞羽毛球國際賽，在女双决赛以2比0（21-14、21-15）击败了赛会2号种子、东道主的克里斯汀·库巴/赫莉娜·吕特尔，成功卫冕女双冠军；而混双决赛以2比0（21-19、21-18）击败了赛会头号种子、法国强档的巴斯蒂安·凯尔索迪/莉亚·巴莱尔莫，赢得成年组赛事冠军，亦是她首个國際系列賽混双冠军。同期1月，她与安娜斯塔西亚·切尔维亚科娃出戰瑞典羽毛球大師賽，在女双準决赛以0比2（19-21、22-24）不敌赛会3号种子、荷兰强档的萨曼塔·巴宁/伊里斯·塔博林。同年3月，她与安娜斯塔西亚·切尔维亚科娃出戰波蘭羽毛球公開賽，在女双準决赛以0比2（8-21、5-21）不敌赛会头号种子、泰国强档的普蒂塔·素帕猜恭/沙西丽·德拉达那猜。同年7月，她与安娜斯塔西亚·切尔维亚科娃出戰白夜羽毛球賽，在女双决赛以0比2（17-21、7-21）不敌日本强档的久後明日美/橫山惠，赢得亚军。同年9月，她代表俄罗斯参加本国举办的世界大學生羽毛球錦標賽，助球队赢得混合團體季军。同年10月，她与安娜斯塔西亚·切尔维亚科娃出戰俄羅斯羽毛球大獎賽，在女双决赛以2比0（21-14、22-20）击败了队友的叶夫根尼娅·科泽茨卡亚/克谢尼娅·波利卡波娃，赢得成年组赛事冠军，亦是她首个大獎賽女双冠军。同年11月，她与安娜斯塔西亚·切尔维亚科娃出戰威爾斯羽毛球國際賽，在女双决赛以2比0（21-16、21-11）击败了印度强档的阿什维尼·蓬纳帕/斯基·雷迪，赢得成年组赛事冠军，亦是她首个國際挑戰賽女双冠军。同年12月，她与安娜斯塔西亚·切尔维亚科娃出戰意大利羽毛球國際賽，在女双决赛以2比0（21-18、21-17）击败了赛会7号种子、保加利亚强档的玛丽亚·米特索娃/佩蒂娅·内德尔奇娃，赢得本赛季第二个國際挑戰賽女双冠军。

### 2017年 欧锦赛女双夺铜
2017年2月，奥尔佳·莫罗佐娃代表俄罗斯参加波蘭盧賓举办的歐洲羽毛球混合團體錦標賽，助球队赢得混合團體亚军。同年4月，她代表俄罗斯参加丹麥科靈举办的歐洲羽毛球錦標賽，她和安娜斯塔西亚·切尔维亚科娃以赛会4号种子在首圈以2比0（21-16、21-19）击败了德国强档的乔安娜·格里斯威斯基/拉腊·克普莱因；而次圈以2比0（21-9、21-9）横扫捷克的特里萨·斯瓦比科娃/凯特琳娜·托马洛娃；在八强中以2比1（19-21、21-16、21-14）逆转了赛会5号种子、荷兰强档的埃菲耶·穆斯肯斯/塞莱娜·皮克；四强中面对赛会头号种子、奥运亚军的卡米拉·吕特·尤尔/克里斯汀娜·彼德森，直落两局以0比2（10-21、13-21）不敌对手，赢得欧锦赛女子双打季军。同年7月，她分别与安娜斯塔西亚·切尔维亚科娃以及亚历山大·鲍里索维奇·津琴科出戰白夜羽毛球賽，在女双决赛以2比0（21-8、21-15）击败了赛会4号种子、法国强档的德爾菲娜·德爾呂/莉亞·巴萊爾莫，赢得国际赛女双冠军；而混双準决赛以0比2（15-21、10-21）不敌赛会2号种子、德国强档的馬克·拉姆斯富斯/伊莎貝爾·赫特里克。同年11月，她与安娜斯塔西亚·切尔维亚科娃出戰蘇格蘭羽毛球大獎賽，在女双準决赛以0比2（11-21、12-21）不敌荷兰强档的塞莱娜·皮克/谢丽尔·塞尔宁。

### 2018年
2018年2月，奥尔佳·莫罗佐娃代表俄罗斯参加本国举办的歐洲羽毛球女子團體錦標賽，助球队赢得女子團體季军。

## 主要比賽成績
只列出曾進入準決賽的國際賽事成績：
| 年份   | 賽事                     | 公開賽級別 | 項目     | 搭檔                       | 成績   |
| ------ | ------------------------ | ---------- | -------- | -------------------------- | ------ |
| 2012年 | 保加利亞羽毛球公開賽     | 國際系列賽 | 女子雙打 | 维多利亚·沃罗比娃          | 準決賽 |
| 2012年 | 保加利亞羽毛球公開賽     | 國際系列賽 | 混合雙打 | 亚历山大·鲍里索维奇·津琴科 | 準決賽 |
| 2012年 | 哈爾科夫羽毛球國際賽     | 國際挑戰賽 | 混合雙打 | 亚历山大·鲍里索维奇·津琴科 | 準決賽 |
| 2012年 | 土耳其羽毛球國際賽       | 國際系列賽 | 女子雙打 | 纳塔莉亚·罗戈娃            | 準決賽 |
| 2013年 | 保加利亞羽毛球公開賽     | 國際系列賽 | 女子雙打 | 维多利亚·德尔根诺娃        | 準決賽 |
| 2013年 | 保加利亞羽毛球公開賽     | 國際系列賽 | 混合雙打 | 亚历山大·鲍里索维奇·津琴科 | 準決賽 |
| 2013年 | 哈爾科夫羽毛球國際賽     | 國際挑戰賽 | 女子雙打 | 维多利亚·德尔根诺娃        | 準決賽 |
| 2014年 | 歐洲女子羽毛球團體錦標賽 | 其他       | 女子團體 | －                         | 亞軍   |
| 2014年 | 芬蘭羽毛球公開賽         | 國際挑戰賽 | 女子雙打 | 维多利亚·德尔根诺娃        | 準決賽 |
| 2014年 | 斯洛文尼亞羽毛球國際賽   | 國際系列賽 | 女子雙打 | 维多利亚·德尔根诺娃        | 亞軍   |
| 2014年 | 斯洛文尼亞羽毛球國際賽   | 國際系列賽 | 混合雙打 | 亚历山大·鲍里索维奇·津琴科 | 亞軍   |
| 2014年 | 白夜羽毛球賽             | 國際挑戰賽 | 女子雙打 | 维多利亚·德尔根诺娃        | 準決賽 |
| 2014年 | 白夜羽毛球賽             | 國際挑戰賽 | 混合雙打 | 亚历山大·鲍里索维奇·津琴科 | 準決賽 |
| 2014年 | 俄羅斯羽毛球大獎賽       | 大獎賽     | 混合雙打 | 伊万·索松诺夫              | 亞軍   |
| 2014年 | 芬蘭羽毛球國際賽         | 國際系列賽 | 女子雙打 | 维多利亚·德尔根诺娃        | 冠軍   |
| 2014年 | 芬蘭羽毛球國際賽         | 國際系列賽 | 混合雙打 | 亚历山大·鲍里索维奇·津琴科 | 亞軍   |
| 2014年 | 意大利羽毛球國際賽       | 國際挑戰賽 | 女子雙打 | 维多利亚·德尔根诺娃        | 亞軍   |
| 2015年 | 愛沙尼亞羽毛球國際賽     | 國際系列賽 | 女子雙打 | 维多利亚·德尔根诺娃        | 冠軍   |
| 2015年 | 西班牙羽毛球國際賽       | 國際挑戰賽 | 女子雙打 | 安娜斯塔西亚·切尔维亚科娃  | 亞軍   |
| 2015年 | 瑞士羽毛球國際賽         | 國際挑戰賽 | 女子雙打 | 安娜斯塔西亚·切尔维亚科娃  | 準決賽 |
| 2015年 | 挪威羽毛球國際賽         | 國際系列賽 | 女子雙打 | 安娜斯塔西亚·切尔维亚科娃  | 準決賽 |
| 2015年 | 挪威羽毛球國際賽         | 國際系列賽 | 混合雙打 | 亚历山大·鲍里索维奇·津琴科 | 準決賽 |
| 2015年 | 意大利羽毛球國際賽       | 國際挑戰賽 | 女子雙打 | 安娜斯塔西亚·切尔维亚科娃  | 準決賽 |
| 2016年 | 愛沙尼亞羽毛球國際賽     | 國際系列賽 | 女子雙打 | 安娜斯塔西亚·切尔维亚科娃  | 冠軍   |
| 2016年 | 愛沙尼亞羽毛球國際賽     | 國際系列賽 | 混合雙打 | 亚历山大·鲍里索维奇·津琴科 | 冠軍   |
| 2016年 | 瑞典羽毛球大師賽         | 國際挑戰賽 | 女子雙打 | 安娜斯塔西亚·切尔维亚科娃  | 準決賽 |
| 2016年 | 波蘭羽毛球公開賽         | 國際挑戰賽 | 女子雙打 | 安娜斯塔西亚·切尔维亚科娃  | 準決賽 |
| 2016年 | 白夜羽毛球賽             | 國際挑戰賽 | 女子雙打 | 安娜斯塔西亚·切尔维亚科娃  | 亞軍   |
| 2016年 | 世界大學生羽毛球錦標賽   | 其他       | 混合團體 | －                         | 季軍   |
| 2016年 | 俄羅斯羽毛球大獎賽       | 大獎賽     | 女子雙打 | 安娜斯塔西亚·切尔维亚科娃  | 冠軍   |
| 2016年 | 威爾斯羽毛球國際賽       | 國際挑戰賽 | 女子雙打 | 安娜斯塔西亚·切尔维亚科娃  | 冠軍   |
| 2016年 | 意大利羽毛球國際賽       | 國際挑戰賽 | 女子雙打 | 安娜斯塔西亚·切尔维亚科娃  | 冠軍   |
| 2017年 | 歐洲羽毛球混合團體錦標賽 | 其他       | 混合團體 | －                         | 亞軍   |
| 2017年 | 歐洲羽毛球錦標賽         | 其他       | 女子雙打 | 安娜斯塔西亚·切尔维亚科娃  | 季軍   |
| 2017年 | 白夜羽毛球賽             | 國際挑戰賽 | 女子雙打 | 安娜斯塔西亚·切尔维亚科娃  | 冠軍   |
| 2017年 | 白夜羽毛球賽             | 國際挑戰賽 | 混合雙打 | 亚历山大·鲍里索维奇·津琴科 | 準決賽 |
| 2017年 | 蘇格蘭羽毛球大獎賽       | 大獎賽     | 女子雙打 | 安娜斯塔西亚·切尔维亚科娃  | 準決賽 |
| 2018年 | 歐洲羽毛球女子團體錦標賽 | 其他       | 女子團體 | －                         | 季軍   |
| 2019年 | 愛沙尼亞羽毛球國際賽     | 國際系列賽 | 女子雙打 | 安娜斯塔西亞·切爾維亞科娃  | 亞軍   |
| 2019年 | 奧地利羽毛球公開賽       | 國際挑戰賽 | 女子雙打 | 安娜斯塔西亚·阿克丘林娜    | 亞軍   |
| 2019年 | 芬蘭羽毛球公開賽         | 國際挑戰賽 | 女子雙打 | 安娜斯塔西亚·阿克丘林娜    | 準決賽 |
| 2019年 | 杜拜羽毛球國際挑戰賽     | 國際挑戰賽 | 女子雙打 | 安娜斯塔西亚·阿克丘林娜    | 準決賽 |
| 2019年 | 意大利羽毛球國際賽       | 國際挑戰賽 | 女子雙打 | 安娜斯塔西亚·阿克丘林娜    | 準決賽 |
| 2021年 | 歐洲羽毛球混合團體錦標賽 | 其他       | 混合團體 | －                         | 季軍   |
| 2022年 | 印度羽毛球公開賽         | 超級500賽  | 女子雙打 | 安娜斯塔西亚·阿克丘林娜    | 亞軍   |

| 2007-2017年 | 首要超級賽 | 超級賽 | 黃金大獎賽 | 大獎賽 | 國際挑戰賽 | 國際系列賽 | 未來系列賽 | 其他 |

| 2018-2026年 | 總決賽 | 超級1000賽 | 超級750賽 | 超級500賽 | 超級300賽 | 超級100賽 | 國際挑戰賽 | 國際系列賽 | 未來系列賽 | 其他 |

### 奧運會和世錦賽參賽紀錄
|          | 搭檔       | 2015 | 2016 | 2017 | 2018 | 2019 | 2020 | 2021 |
| -------- | ---------- | ---- | ---- | ---- | ---- | ---- | ---- | ---- |
| 女子雙打 | 德尔根诺娃 | 48強 | －   | －   | －   | －   | －   | －   |
| 女子雙打 | 阿克丘林娜 | －   | －   | 16強 | －   | 32強 | －   | 32強 |